# Bill Mauldin
William Henry Mauldin ( /ˈmɔːldən/; 29 de octubre de 1921 - 22 de enero de 2003) fue un caricaturista editorial que ganó dos premios Pulitzer por su trabajo. Se hizo famoso gracias a sus caricaturas de la Segunda Guerra Mundial que representan a soldados estadounidenses personificados en las figuras de los personajes arquetípicos Willie y Joe, dos soldados de infantería cansados y desaliñados que soportan estoicamente las dificultades y peligros del deber en el campo de batalla. Sus caricaturas se hicieron muy populares entre los soldados de toda Europa y también entre los civiles en los Estados Unidos. Su segundo premio Pulitzer fue por una caricatura publicada en 1958, y su caricatura probablemente más conocida se publicó tras el asesinato de John F. Kennedy.

## Primeros años
Mauldin nació en Mountain Park, Nuevo México, en una familia con una tradición de servicio militar. Su padre, Sidney Albert Mauldin sirvió como artillero en la Primera Guerra Mundial. El abuelo de Bill había sido un explorador civil en las guerras apaches. Después del divorcio de sus padres, Bill y su hermano mayor Sidney se mudaron a Phoenix, Arizona, en 1937, y asistieron a la escuela secundaria Phoenix Union. Fue allí donde comenzó su carrera en el periodismo editorial —escribiendo para el Coyote Journal de PUHS—. Bill no llegó a graduarse con su clase (se le otorgaría un diploma en 1945) y en 1939 tomó cursos en la Academia de Bellas Artes de Chicago, donde estudió caricatura política con Vaughn Shoemaker. Mientras estaba en Chicago, Mauldin conoció a Will Lang, Jr., y rápidamente se hizo amigo de él. Will Lang luego se convertiría en periodista y jefe de oficina de la revista Life.[cita requerida]

## Segunda Guerra Mundial

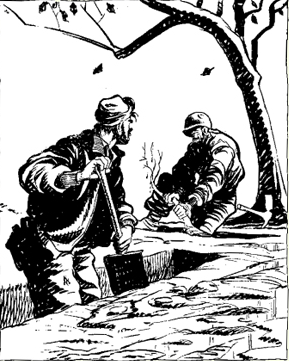
«Mi futuro está decidido, Willie. Voy a ser profesor en tipos de suelo europeo». Publicado por primera vez en Barras y estrellas, edición mediterránea, 25 de octubre de 1944.

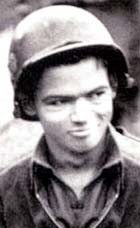
Mauldin de uniforme en 1945.

Poco después de regresar a Phoenix en 1940, Mauldin se alistó en la Guardia Nacional de Arizona. Su división, la 45.ª División de Infantería, fue federalizada solo dos días después. Mientras estaba en el 45.ª división, Mauldin se ofreció como voluntario para trabajar en el periódico de la unidad, dibujando caricaturas sobre soldados regulares o «caras de perro». Con el tiempo creó dos soldados de infantería para sus viñetas, Willie y Joe, que representaban al soldado estadounidense promedio.
Durante julio de 1943, el trabajo de caricaturista de Mauldin continuó cuando, como sargento del cuerpo de prensa de la 45.ª división de infantería, aterrizó con su división en la invasión de Sicilia y más tarde en la campaña italiana. Mauldin comenzó a trabajar para Barrias y estrellas, el periódico de soldados estadounidenses; así como en el boletín de noticias de la 45.ª división, hasta que fue transferido oficialmente a Barras y estrellas en febrero de 1944. Egbert White, editor de Barras y estrellas, alentó a Mauldin a distribuir sus caricaturas y lo ayudó a encontrar un agente. En marzo de 1944, le dieron su propio jeep, en el que deambulaba por el frente, recolectando material. Publicaba seis caricaturas a la semana. Sus viñetas llegaron a soldados en toda Europa durante la Segunda Guerra Mundial y también se publicaron en los Estados Unidos. La Oficina de Guerra apoyó su sindicación, no solo porque su trabajo ayudaba a publicitar las fuerzas terrestres sino también para mostrar el lado sombrío de la guerra, lo que ayudó a demostrar que la victoria no sería fácil. Mientras estaba en Europa, Mauldin se hizo amigo de un compañero soldado-caricaturista, Gregor Duncan, y fue asignado a escoltarlo por un tiempo (Duncan fue asesinado en Anzio en mayo de 1944).
Mauldin no estuvo exento de detractores. Sus imágenes, que a menudo parodiaban la política del Ejército de obedecer y acatar las órdenes sin cuestionarlas ofendieron a algunos oficiales. Después de que una caricatura de Mauldin ridiculizara el decreto del comandante del Tercer Ejército, el general George Patton, en el que se conminaba a todos los soldados a que debían estar bien afeitados en todo momento, incluso en combate, Patton llamó a Mauldin un «anarquista antipatriótico» y amenazó con «arrojar [su] trasero a la cárcel» y prohibir Barras y estrellas en el ejérctio bajo su mando. El general Dwight Eisenhower, superior de Patton, le dijo a Patton que dejara en paz a Mauldin; Eisenhower pensaba que las viñetas de Mauldin daban a los soldados una salida para sus frustraciones: «Barras y estrellas es el periódico de los soldados», le dijo Eisenhower, «y no interferiremos».
En una entrevista de 1989, Mauldin dijo: «Siempre admiré a Patton. Oh, claro, el estúpido bastardo estaba loco. Estaba loco. Pensaba que estaba viviendo en la Edad Media. Los soldados eran campesinos para él. No me gustó esa actitud, pero ciertamente respeté sus teorías y las técnicas que usó para sacar a sus hombres de sus trincheras».
Las caricaturas de Mauldin lo convirtieron en un héroe para el soldado raso. Los soldados a menudo le atribuían el mérito de haberles ayudado a superar los rigores de la guerra. Su credibilidad con el soldado raso aumentó en septiembre de 1943, cuando fue herido en el hombro por un mortero alemán mientras visitaba un equipo de ametralladoras cerca de Monte Cassino. Al final de la guerra recibió la Legión al Mérito por su trabajo como caricaturista. Mauldin quería que Willie y Joe fueran asesinados en el último día de combate, pero Barras y estrellas le disuadió de tal propósito.

## Actividades de posguerra
En 1945, a la edad de 23 años, Mauldin ganó un premio Pulitzer por su trabajo en tiempos de guerra, ejemplificado por una caricatura que mostraba a soldados de infantería agotados luchando contra la lluvia, con una leyenda burlándose de un titular típico de finales de la guerra: «Tropas estadounidenses frescas y enérgicas, enrojecidas por la victoria, están trayendo a miles de prisioneros hambrientos, harapientos y cansados de la batalla». La primera compilación civil de su trabajo, Up Front, una colección de sus caricaturas entrelazadas con sus observaciones de la guerra, encabezó la lista de libros más vendidos en 1945. Después del final de la guerra, el personaje de Willie apareció en la portada del número de 18 de junio de 1945 de la revista Time. Mauldin apareció en la portada del número del 21 de julio de 1961.
Después de la guerra, Mauldin se dedicó a dibujar caricaturas políticas que expresan una visión generalmente libertaria civil asociada con grupos como la Unión Estadounidense por las Libertades Civiles. Estas no fueron bien recibidas por los editores de periódicos, que esperaban caricaturas apolíticas. El intento de Mauldin de llevar a Willie y Joe a la vida civil tampoco tuvo éxito, como se documenta en sus memorias Back Home de 1947. En 1951, apareció con Audie Murphy en la película de John Huston Medalla roja al valor y en Teresa de Fred Zinnemann.

En 1956, se postuló sin éxito para el Congreso de los Estados Unidos como demócrata en el 28.º distrito congresional de Nueva York. Mauldin dijo sobre su candidatura al Congreso:
Me metí de lleno en la campaña durante siete u ocho meses. Me encontré haciendo campaña en estos distritos rurales y mi propia experiencia me perjudicó. Un agricultor reconoce a un agricultor cuando lo ve. Así que cuando hablaba de sus problemas era un candidato muy sincero, pero cuando me hacían preguntas que tenían que ver con la política exterior o la política nacional, obviamente estaba bastante a la izquierda de la corriente principal allí. De nuevo, soy un viejo demócrata de Truman, no estoy tan a la izquierda, pero para sus vidas estaba bastante a la izquierda. 
En 1959, Mauldin ganó un segundo premio Pulitzer mientras trabajaba en St. Louis Post-Dispatch por una caricatura que representaba al autor soviético Boris Pasternak en un Gulag, preguntando a otro prisionero: «Yo gané el premio Nobel de literatura. ¿Cuál fue tu crimen?». Pasternak había ganado el Premio Nobel por su novela Doctor Zhivago, pero no se le permitió viajar a Suecia para recogerlo. Al año siguiente, Mauldin ganó el premio de la Sociedad Nacional de Dibujantes por su caricatura. En 1961, también recibió un premio Reuben.
Además de hacer caricaturas, Mauldin trabajó como escritor independiente. También ilustró muchos artículos para la revista Life, The Saturday Evening Post, Sports Illustrated y otras publicaciones. Trajo de vuelta a Joe como corresponsal de guerra, escribiendo cartas a Willie en Estados Unidos. Hizo caricaturas de Willie y Joe de nuevo juntos únicamente en homenaje a los «generales soldados» Omar Bradley y George C. Marshall, después de sus muertes, para un artículo de Life sobre el «Nuevo Ejército» y como saludo al difunto dibujante Milton Caniff.
En 1962, Mauldin comenzó a trabajar para el Chicago Sun-Times. Una de sus caricaturas más famosas de la posguerra se publicó en 1963, tras el asesinato del presidente John F. Kennedy. Representaba la estatua de Abraham Lincoln en el monumento a Lincoln con la cabeza entre las manos.
En 1969, el Consejo Nacional de Seguridad le encargó a Mauldin que ilustrara su folleto anual sobre seguridad vial. Estos folletos se publicaban regularmente sin derechos de autor, pero para este tema el consejo señaló que las caricaturas de Mauldin estaban protegidas por derechos de autor, aunque el resto del folleto no lo estaba.
En 1985, Mauldin ganó el premio Walter Cronkite a la excelencia en el periodismo. Mauldin permaneció en el Sun-Times hasta su jubilación en 1991.
Fue incluido en el Paseo de la Fama de St. Louis el 19 de mayo de 1991. El 19 de septiembre de 2001, el sargento mayor del Ejército Jack L. Tilley le entregó a Mauldin una carta personal del Jefe de Estado Mayor del Ejército, General Eric K. Shinseki, y un libro de tapa dura con notas de otros líderes superiores del Ejército y varias celebridades, incluidas emisoras de televisión, Walter Cronkite y Tom Brokaw, y el actor Tom Hanks. Tilley también promovió a Mauldin al rango honorario de sargento primero.

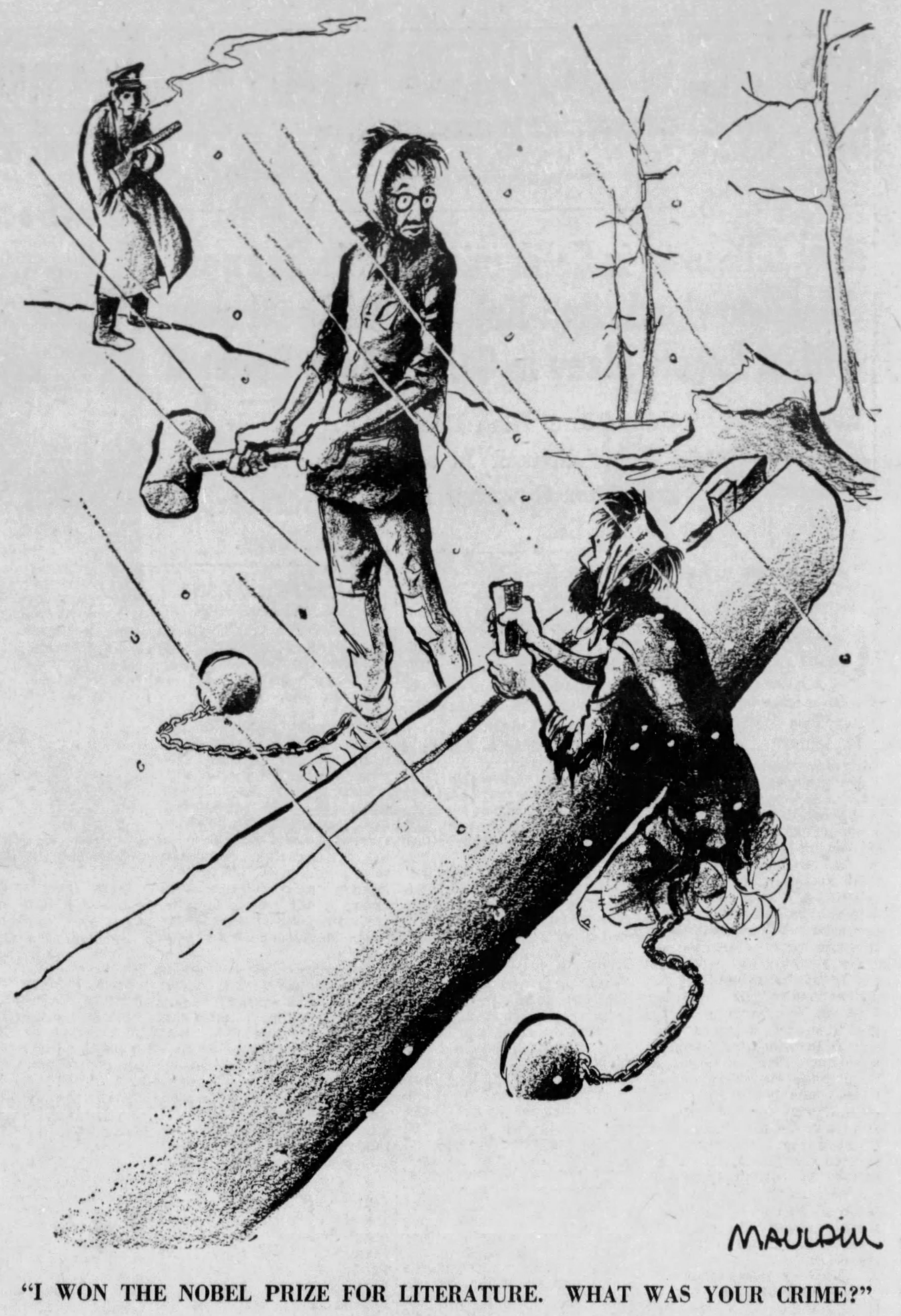
La caricatura de Mauldin de 1958 por la que recibió su segundo premio Pulitzer.

Mauldin dibujó a Willie y Joe para su publicación por última vez el Día de los Veteranos en 1998 para una tira cómica de Peanuts, en colaboración con su creador Charles M. Schulz, también un veterano de la Segunda Guerra Mundial. Schulz firmó la tira como «Schulz, y mi héroe...» con la firma de Mauldin debajo.

## Muerte y legado
Mauldin murió el 22 de enero de 2003 a causa de complicaciones de la enfermedad de Alzheimer y quemaduras en la bañera. Fue enterrado en el Cementerio Nacional de Arlington el 29 de enero de 2003. Casado tres veces, le sobrevivieron siete hijos (su hija Kaja había muerto de linfoma no hodgkiniano en 2001).
El 31 de marzo de 2010, la Oficina de Correos de los Estados Unidos publicó una estampilla postal de primera clase de 44 centavos en honor a Mauldin, que le representaba junto a sus personajes Willie y Joe. En junio de 2000, Mauldin fue incluido en el Salón de la Fama Militar de Oklahoma.
En 2005, Mauldin fue incluido en el Salón de la Fama de Dibujantes de Oklahoma en Pauls Valley, por Michael Vance. La colección de caricaturistas de Oklahoma, creada por Vance, se encuentra en el Museo de Juguetes y Figuras de Acción.

## Fondos del museo
El Museo de la 45.ª División de Infantería, ubicado en la ciudad de Oklahoma, incluye una colección sustancial de caricaturas de Mauldin.
El Museo y Biblioteca Militar Pritzker incluye una importante colección de caricaturas de Mauldin.

## Peanuts
De 1969 a 1998, el dibujante Charles M. Schulz (él mismo un veterano de la Segunda Guerra Mundial) rindió homenaje regularmente a Bill Mauldin en su tira cómica Peanuts en el Día de los Veteranos. En las tiras, Snoopy, vestido como un veterinario del ejército, iba anualmente a casa de Mauldin para «beber unas cervezas de raíz y contar historias de guerra». Al finalizar la tira, Schulz había representado 17 de las visitas de Snoopy. Schulz también rindió homenaje a Rosie the Riveter en 1976 y a Ernie Pyle en 1997 y 1999.

## Filmografía
Las películas Up Front (1951) y Back at the Front (1952) se basaron en los personajes Willie y Joe de Mauldin; sin embargo, cuando las sugerencias de Mauldin fueron ignoradas a favor de hacer una comedia física, devolvió su tarifa de asesoría; dijo que nunca había visto el resultado.
Mauldin también apareció como actor en las películas de 1951 Medalla roja al valor y Teresa, y como él mismo en el documental de 1998 America in the '40s. También apareció en entrevistas en pantalla en el documental de Thames El mundo en guerra.